# Домат, Жан
Жан Домат (англ. Jean Domat (Daumat); 30 ноября 1625[…], Клермон-Ферран — 14 марта 1696[…], Париж) — французский юрист.

## Биография
Жан Домат родился 30 ноября 1625 года в Клермоне в Оверни. Он изучал гуманитарные науки в Париже в Collège Louis-le-Grand, где подружился с классиком французской литературы Блезом Паскалем, а затем юриспруденцию в Буржском университете. Домат очень симпатизировал роялистам, и после смерти Паскаля ему по завещанию доверили его личные бумаги последнего.

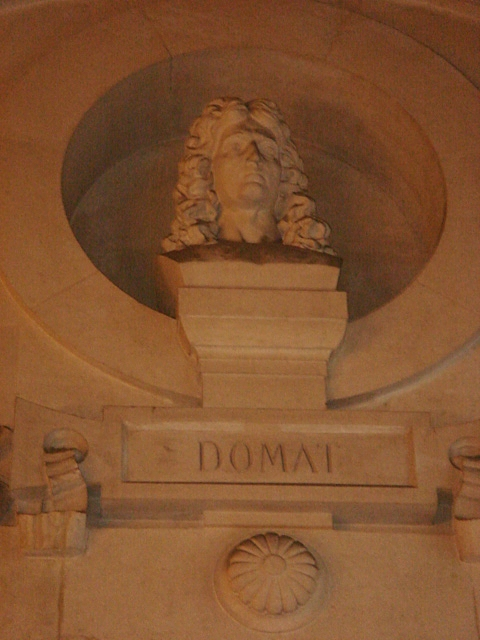
Бюст Жана Домата в Пантеон-Ассас

С 1645 года Ж. Домат занимался юридической практикой в родном городе и был назначен там королевским прокурором в 1655 году. В 1683 году он ушел с этой должности, получив пенсию от короля Франции и Наварры Людовика XIV, чтобы сосредоточиться на научной работе.
Важнейшие труды Домата — «Les lois civiles dans leur ordre naturel» (Париж, 1689—1694) и «Le droit public» (1697). Сочинения автора проникнуты глубоким философским взглядом и представляют собой попытку установить основные, общие принципы права. По словам Никола Буало, Домат был «восстановителем разума в юриспруденции». Труды Домата оказали огромное влияние на развитие юридических наук и практики во Франции и выдержали множество изданий (наиболее известны издания Kappe 1822 года и Реми 1828 года).
Вместе с Антуаном Даденом де Отезерром, Антуаном Фавром и братьями Годфруа Домат был одним из немногих французских исследователей римского права, имевших в то время международное значение.
Жан Домат умер 14 марта 1696 года во французской столице.